# Ben Robb
Ben Robb (Rangiora, 24 oktober 1988) is een darter uit Nieuw-Zeeland die de toernooien van de WDF speelt.

## Resultaten op wereldkampioenschappen

### PDC
- 2020: Laatste 96 (verloren van Ron Meulenkamp met 0–3)
- 2022: Laatste 96 (verloren van Rusty-Jake Rodriguez met 1–3)
- 2023: Laatste 96 (verloren van Mickey Mansell met 1–3)
- 2024: Laatste 96 (verloren van Richard Veenstra met 0–3)
- 2025: Laatste 96 (verloren van Connor Scutt met 0–3)

### WDF

#### World Cup
- 2023: Laatste 64 (verloren van Peter Machin met 3–4)